# Ocyptamus tiarella
Ocyptamus tiarella är en tvåvingeart som först beskrevs av Hull 1944.  Ocyptamus tiarella ingår i släktet Ocyptamus och familjen blomflugor. Inga underarter finns listade i Catalogue of Life.